# Dihidroartemisinina
Dihidroartemisinina (també conegut com a dihydroqinghaosu, artenimol o DHA) és un fàrmac utilitzat per tractar la malària. Dihidroartemisinina és el metabòlit actiu de tots els compostos artemisinin (artemisinin, artesunate, artemether, etc.) i és també utilitzat com a droga en si. És un semi-derivat sintètic d'artemisinina i és àmpliament utilitzat com un intermedi en la preparació d'altres derivats d'artemisinin com a fàrmacs antimalaria. És venut comercialment amb combinació del piperaquine i ha estat demostrat per ser l'equivalent a artemether/lumefantrine.